# Calcipotriolo
Il calcipotriolo (chiamato anche calcipotriene) è il nome del principio attivo usato in dermatologia per uso topico; il suo meccanismo di azione è analogo a quello della vitamina D, agisce inibendo la proliferazione dei cheratinociti umani e ne induce la differenziazione. Si sfrutta questo meccanismo nel trattamento della psoriasi e di altre patologie dermatologiche.

## Indicazioni
Viene utilizzato nella terapia della psoriasi del cuoio capelluto come trattamento topico.
Trova indicazione anche in: dermatite seborroica, acrodermatite di Hallopeau, ittiosi congenita e ittiosi X-linked, vitiligine
, lichen planus e leucoplachia.

## Dosaggio
Per via topica
- applicare sulla cute due volte al giorno fino a guarigione

## Controindicazioni
Sconsigliato in soggetti con ipercalcemia, da evitare in caso di gravidanza perché non si conoscono le conseguenze del suo uso, ipersensibilità nota al farmaco, il preparato non deve entrare in contatto con il viso o con pieghe della pelle.

## Effetti indesiderati
Fra gli effetti indesiderati che si riscontrano più frequentemente abbiamo la comparsa sulla pelle di rash cutaneo, eritema e dermatite da contatto, ma in generale anche dolore, ipercalcemia, bruciore, atrofia della pelle.